# サラーム・ボンベイ!
『サラーム・ボンベイ!』（原題：Salaam Bombay!）は、1988年のインド・イギリス・フランス・アメリカ合作映画。ボンベイ（現ムンバイ）を舞台にストリート・チルドレンたちの苛酷な生活を描いている。ミーラー・ナーイル監督の商業映画デビュー作で、第41回カンヌ国際映画祭の新人監督賞を受賞した。

## キャスト
- クリシュナ：シャフィーク・サイイド
- バーバー：ナーナー・パーテーカル
- レーカー：アニーター・カーンワル
- チラム：ラグビール・ヤーダウ
- マンジュ：ハンサー・ヴィタル
- ネパール人の少女：チャンター・シャルマー
- 売春宿の女主人：ショウカト・アーズミー

## スタッフ
- 監督・製作：ミーラー・ナーイル
- 脚本：スーニー・ターラープルワーラー
- 原案：ミーラー・ナーイル、スーニー・ターラープルワーラー
- 撮影：サンディ・シッセル
- 美術：ミッチ・エプスタイン
- 音楽：L・スブラマニアム
- 編集：バリー・アレキサンダー・ブラウン